# Liste der Wappen im Landkreis Garmisch-Partenkirchen
Die Liste der Wappen im Landkreis Garmisch-Partenkirchen zeigt die Wappen der Gemeinden im bayerischen Landkreis Garmisch-Partenkirchen.

## Landkreis Garmisch-Partenkirchen

Landkreis Garmisch-Partenkirchen Über gekürzter und eingeschweifter Spitze, darin die bayerischen Rauten, gespalten von Silber und Gold; vorne ein links gewendeter roter Greifenlöwe, hinten ein rot gekrönter Mohrenkopf mit rotem Ohrring.
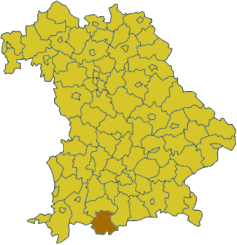
Lage der Landkreis Garmisch-Partenkirchen in Bayern
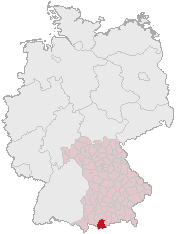
Lage des Landkreises Garmisch-Partenkirchen in Deutschland

## Wappen der Märkte und Gemeinden

Gemeinde Bad Bayersoien In Blau die goldene Krümme eines Abtsstabs über einer gedeckten silbernen Holzbrücke mit zwei silbernen Wellenleisten zwischen den Widerlagern.
Gemeinde Bad Kohlgrub Über blauem Schildfuß, darin eine von zwei silbernen Wellenleisten beseitete goldene Holzbadewanne, gespalten von Gold und Silber; vorne am Spalt ein halber, rot bewehrter schwarzer Adler, hinten eine bewurzelte, siebenblättrige rote Buche.
Gemeinde Eschenlohe Gespalten von Silber und Rot; vorne am Spalt ein halber schwarzer Adler, hinten ein silberner Balken.
Gemeinde Ettal Geteilt von Gold und Blau; oben ein wachsender, rot bewehrter schwarzer Adler, unten das Wort etal in gotischen Kleinbuchstaben.
Gemeinde Farchant In Silber auf grünem, mit einem silbernen Wellenbalken belegtem Boden drei grüne Föhren.
Markt Garmisch-Partenkirchen Gespalten von Silber und Rot; vorne am Spalt ein halber, rot bewehrter schwarzer Adler, hinten ein silberner Balken.
Gemeinde Grainau Gespalten von Grün und Silber; vorne ein silberner Bärenkopf mit rotem Rachen, hinten eine grüne heraldische Lilie.
Gemeinde Großweil In Blau ein silberner Wellenbalken; oben ein goldenes Bauernhaus, unten schräg gekreuzt ein goldenes Floßruder und eine goldene Heugabel, überdeckt mit einem senkrecht gestellten goldenen Steinbruchhammer.
Gemeinde Krün In Rot eine goldene Mitra mit abhängenden Bändern, der schräg gekreuzt ein silberner Flößerhaken und ein silberner Abtsstab unterlegt sind.
Markt Mittenwald In Rot drei grüne Tannen, deren äußere auf beiderseits ansteigenden silbernen Felsen stehen; der Stamm der mittleren ist überdeckt mit einem auf dem Felsen stehenden, golden gekrönten schwarzen Mohrenkopf.
Markt Murnau a.Staffelsee In Silber ein links gewendeter, widersehender, rot bewehrter grüner Lindwurm mit Flammenzunge.
Gemeinde Oberammergau In Blau ein oben und unten durchgehendes goldenes Passionskreuz mit abhängendem silbernen Tuch, beiderseits eine wachsende silberne Schwurhand.
Gemeinde Oberau In Blau über gewelltem silbernen Schildfuß ein silbernes Wasserrad.
Gemeinde Ohlstadt In Blau über einem silbernen Schöpfrad ein goldener Pferderumpf.
Gemeinde Riegsee Von Silber und Blau wellenförmig geteilt; oben ein roter Hirschrumpf, unten schräg gekreuzt eine goldene Heugabel und ein goldener Abtsstab.
Gemeinde Saulgrub Unter von Silber und Blau geteiltem Schildhaupt in Silber ein wachsender roter Greifenlöwe.
Gemeinde Schwaigen In Blau ein senkrechter goldener Abtsstab, dessen Griff mit einer silbernen Axt und einem silbernen Rechen in schräger Kreuzung belegt ist.
Gemeinde Seehausen a.Staffelsee Wellenförmig geteilt von Blau und Silber; oben ein links gewendeter silberner Hecht, unten ein wachsender roter Drachenrumpf.
Gemeinde Spatzenhausen In Blau über goldenem Dreiberg eine goldene Krone, die ein schräg gestelltes goldenes Holzscheit, aus dem goldene Flammen schlagen, überdeckt.
Gemeinde Uffing a.Staffelsee In Rot ein silberner Wagenkipf, darüber eine goldene Mitra.
Gemeinde Unterammergau In Grün ein auf silbernem Boden aufspringender, goldbewehrter silberner Hirsch, darunter gekreuzt ein silberner Hammer mit goldenem Griff und ein silberner Wetzstein.
Gemeinde Wallgau In Rot über goldenem Dreiberg, darin ein blauer Wellenbalken, eine silberne Pilgermuschel, der ein goldener Abtsstab und ein goldener Flößerhaken schräg gekreuzt unterlegt sind.

## Ehemalige Gemeinden mit eigenem Wappen

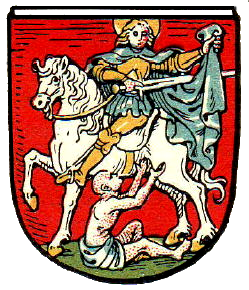
Markt Garmisch
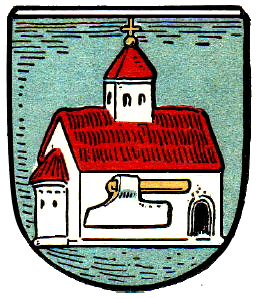
Markt Partenkirchen
Gemeinde Wamberg